# Otwock
Otwock (udtale:[ˈɔtfɔt͡sk];  ( hør) Yiddish: אָטוואָצק) er en by og en kommune (Gmina) der ligger i det østlige, centrale Polen, i voivodskabet Masovien (Województwo mazowieckie) og har 44.524(2021) indbyggere og et areal på 47,33 km². Den er administrationsby i powiatet (amt) Otwock.
Otwock er en del af Warszawas hovedstadsområde og ligger på højre bred af floden Wisła nedenfor udmundingen af floden Świder. Otwock er hjemsted for en unik arkitektonisk stil kaldet Świdermajer (en).

## Historie
Selvom den første omtale af en landsby kaldet Otwosko er fra begyndelsen af det 15. århundrede, udviklede Otwock sig først fuldt ud i anden halvdel af det 19. århundrede, da jernbanen langs Wisła som løb fra Mława via Warszawa, til Lublin og Chełm blev åbnet i 1877. Otwock, som ligger langs linjen, blev en populær forstad og kurby med adskillige bemærkelsesværdige gæster, herunder Józef Piłsudski og Władysław Reymont, der skrev sin nobelpris-vindende roman Chłopi der. Zofiówka Sanatorium blev åbnet i Otwock i 1908.